# Дем'янчик Григорій Петрович
Григорій Петрович Дем'янчик (нар. с. Синява, Тернопільська область) — український воєначальник, бригадний генерал Збройних сил України. Лицар ордена Богдана Хмельницького II та III ступенів.

## Життєпис
Григорій Дем'янчик народився у селі Синява на Тернопільщині.
Закінчив Хмельницьке вище артилерійське училище в 1992 р., Національну академію оборони України  в 2005 р., Національний університет оборони України в 2019 р.
У 2010—2020 роках був командиром 15-го реактивного артилерійського полку "СМЕРЧ".
У 2014 році балотувався до Верховної Ради України, як самовисуванець.
2020 року став командиром 184-го навчального центру Національної академії сухопутних військ імені гетьмана Петра Сагайдачного.

## Нагороди
- орден Богдана Хмельницького II ступеня (31 серпня 2022) — за особисту мужність і самовіддані дії, виявлені у захисті державного суверенітету та територіальної цілісності України, вірність військовій присязі[2];
- орден Богдана Хмельницького III ступеня (21 серпня 2017) — за особистий внесок у зміцнення обороноздатності Української держави, мужність і самовідданість, виявлені під час бойових дій,  високий  професіоналізм  та  зразкове  виконання  службових  обов'язків[3].
  - Відзнака  МО «Доблесть і честь»
  - Відзнака МО  " За військову доблесть"
    - Відзнака МО «Знак пошани»
    - Відзнака МО " Хрест Сухопутних військ"
      - Відомча заохочувальна відзнака Міністерства оборони України «Вогнепальна зброя» (ПМ).

## Військові звання
- бригадний генерал (11 березня 2022)[4];
- полковник.